# 마르첼 이우레슈
마르첼 이우레슈(루마니아어: Marcel Iureș, 1951년 8월 2일 ~ )는 루마니아의 배우이다.

## 출연 작품
- 옥타브 (2017)
- 팬텀 파더 (2011)
- 코드 (2009)
- 유스 위드아웃 유스 (2007)
- 캐리비안의 해적 - 세상의 끝에서 (2007)
- 고립 (2005)
- 골! (2005)
- 케이브 (2005)
- 텔시 루퍼 가방 2부 (2004)
- 레이어 케이크 (2004) - 슬라보 역
- 아멘 (2002)
- 하트의 전쟁 (2002)
- 엘리트 (2001)
- 피스메이커 (1997)
- 미션 임파서블 (1996)
- 어느 잊을 수 없는 여름 (1994)
- 뱀파이어와의 인터뷰 (1994)
- 참나무 (1992)
- 생명을 바친 사람들 (1991)